# Bachue Corona
La Bachue Corona è una struttura geologica della superficie di Venere.